# 北信愛
北 信愛（きた のぶちか）は、戦国時代から江戸時代初期にかけての武将。南部氏の家臣。

## 生涯
大永3年（1523年）、北致愛の嫡男として誕生。元亀2年（1571年）から起きた「屋裏の変」では、田子信直（後の南部信直）を保護し、南部晴政と対立した。晴政の隠居後はその子・晴継を補佐した。晴継元服時には、烏帽子親として加冠の儀を執り行っている。
天正10年（1582年）、晴継が没して家督相続問題が発生すると、信直の擁立に尽力した。その後は信直の側近となり、内政や外交面で南部氏を取り仕切った。天正15年（1587年）には加賀国の前田利家を訪ねて鷹を献上し、豊臣秀吉に臣従する意思を示している。天正19年（1591年）の九戸政実の乱においても、上洛して秀吉に援軍を要請した。慶長3年（1598年）、花巻城代を勤めていた次男・秀愛が死去したことにより、花巻城代に就任し8000石を領したという。ただし『一戸町誌』などは秀愛の花巻城代就任を疑問視する説もある。
翌慶長4年（1599年）、南部信直が没すると隠居しようとしたが、後を継いだ利直は許さず、なおも側近として重用された。その背景には八戸氏に対抗する人物がいなかった為とも言われているが事の次第は不明である。同年、剃髪して松斎と号す。
慶長5年（1600年）の関ヶ原の戦いでは東軍に与して花巻城を守備した。同年、密かに領土拡大を狙った伊達政宗が煽動した岩崎一揆が発生し、花巻城には和賀忠親が一揆勢を率いて攻め寄せた（花巻城の夜討ち）。当時南部氏の主力は殆どが慶長出羽合戦に出陣していたことや、本来ならば政宗は同じく東軍に与している味方であるが故に伊達領との国境に位置する花巻城の兵はかなりの少数であったが、知略をもって一揆勢を翻弄し、城を守り切った。慶長18年（1613年）、死去。享年91。
松斎は名跡継承を願わず死去したため、花巻は藩に接収された。信愛没後の北氏は、惣領を継いだ長男・愛一（定愛）の家と分家の五男（三男）・直継（愛継）の家に分かれ幕末まで続いていくが、信愛・秀愛の祭祀を継承したのは直継（愛継）の家である。

## 人物 ・逸話
- 「奥羽永慶軍記」の作者・戸部一憨斎は、信愛を「鳥谷ケ崎の城主北入道松斎こそ、文は知らず武は奥羽にかくれなき」名将として讃えている（「復刻版」894頁）。
- 信心深い一面もあり、合戦の際には髻（もとどり）に観音像を忍ばせ、戦場に向かったという。
- 現在でも行われている花巻まつりは、信愛が出陣に際して行った観音祭りが起源であると言われる。
- 亡くなる前年に、自身の経歴や功績を詳細に記した「北松斎手控」という回顧録を著している。

## 系譜
- 父：北致愛（1503-1540?）
- 母：不詳
- 室：南氏
  - 長男：北愛一（?-1634）
- 生母不明の子女
  - 男子：北秀愛（?-1598）
  - 男子：北直継
  - 男子：北愛邦
  - 男子：種市愛久
- 養子
  - 男子：北信景（1575-1615） - 桜庭光康の子

## 関連作品

### 小説
- 今村翔吾『松斎の空鉄砲』（『戦国武将伝 東日本編』収録、PHP研究所、2023年）